# Полянские
Полянские — дворянские роды Российской империи.
Опричником Ивана Грозного числился Максим Полянский (1573).
В Гербовник внесены три фамилии Полянских:
1. Потомство Алексея Антоновича, верстанного поместным окладом в 1605 году (Герб. Часть VIII. № 27).
2. Потомство Владимира Терентьевича, владевшего поместьями в 1627 году (Герб. Часть VII. № 66).
3. Потомство Савета Богдановича, верстанного поместным окладом в 1676 году (Герб. Часть VII. № 124)[2].

Кроме того, существовали дворянские роды Полянских более позднего происхождения. Внесены в 6-ю часть родословных книг Московской, Курской и Рязанской губерний.
К высшей аристократии XVIII века принадлежал только род Полянских, внесённый в VI часть родословных книг С.-Петербургской и Казанской губерний. Происходит от думного дьяка Макара Артемьевича Полянского, который состоял дьяком Приказа казанского дворца (1692).
- Сын его Иван Макарович (ум. 1735) служил при Петре I обер-кригскомиссаром и при Анне Иоанновне генерал-адъютантом.
  - Андрей Иванович (1698—1764), сын предыдущего, был адмиралом.
  - Брат его Александр Иванович (1721—1818), депутат Уложенной комиссии, приобщился к высшей аристократии благодаря браку с графиней Елизаветой Воронцовой, на которой до него мечтал жениться Пётр III.
    - Сын их Александр Александрович (1774—1818), похоронен в Александро-Невской лавре рядом с женой Елизаветой, сестрой графа А. И. Рибопьера[5].

Предположительно из этого же рода Полянских происходил дьяк Приказа тайных дел (1668), впоследствии думный дьяк (1676—92) Даниил Леонтьевич Полянский.

## Известные представители
- Полянский Еремей — дьяк (1676).
- Полянский Совет — воевода в Карпове (1677—1678).
- Полянский Иван Данилович — стряпчий (1678), стольник (1679—1692).
- Полянский Алексей Данилович — стряпчий (1679), стольник (1680—1692).
- Полянский Тимофей Дмитриевич — московский дворянин (1687—1692)
- Полянский Макарий Артемьевич — дьяк (1692), воевода в Свияжске (1691—1692).
- Полянский Евдоким Иванович — стряпчий (1692).
- Полянские: Пётр Еремеевич и Никита Алексеевич — стольники царицы Евдокии Фёдоровны (1694).
- Полянский Иван Васильевич — стольник, воевода в Свияжске (1694).
- Полянский Еремей Леонтьевич — дьяк (1692), воевода на Двине (1698—1700).
- Полянский Петр Артемьевич — воевода в Кадоме (1699)[7][8].